# Paralia Langada
Langada (griechisch Παραλία Λαγκάδα Paralia Langada) ist ein Strand im Südosten der griechischen Insel Kreta. Er liegt an der Bucht von Makrygialos (Όρμος Μακρυγιαλού) des Libyschen Meeres und gehört zur Ortsgemeinschaft Pefki (Πεύκοι) der Gemeinde Sitia (Σητεία).

## Lage und Beschreibung
Der Strand Langada liegt etwa 900 Meter südöstlich des vom Tourismus geprägten Ortes Analipsi (Ανάληψη), der nach Westen in den Ort Makrygialos (Μακρυγιαλός) mit seinem Hafen übergeht. Während Makrygialos zur Gemeinde Ierapetra gehört, sind Analipsi wie auch der Strand Langada Teil der östlichsten Gemeinde Kretas Sitia. Im Nordwesten wird Langada durch den Hügel Vigla (Βίγλα) begrenzt, auf dem sich eine minoische Siedlung befand, die nach dem nordwestlichen Nachbarstrand Diaskari (Παραλία Διασκάρι) heute ebenfalls die Bezeichnung Diaskari trägt. Im Südosten von Langada trennt die kleine Halbinsel Psalidia (Ψαλίδια ‚Schere‘) die Bucht von Makrygialos von der Bucht von Kalo Nero (Όρμος Καλά Νερά).

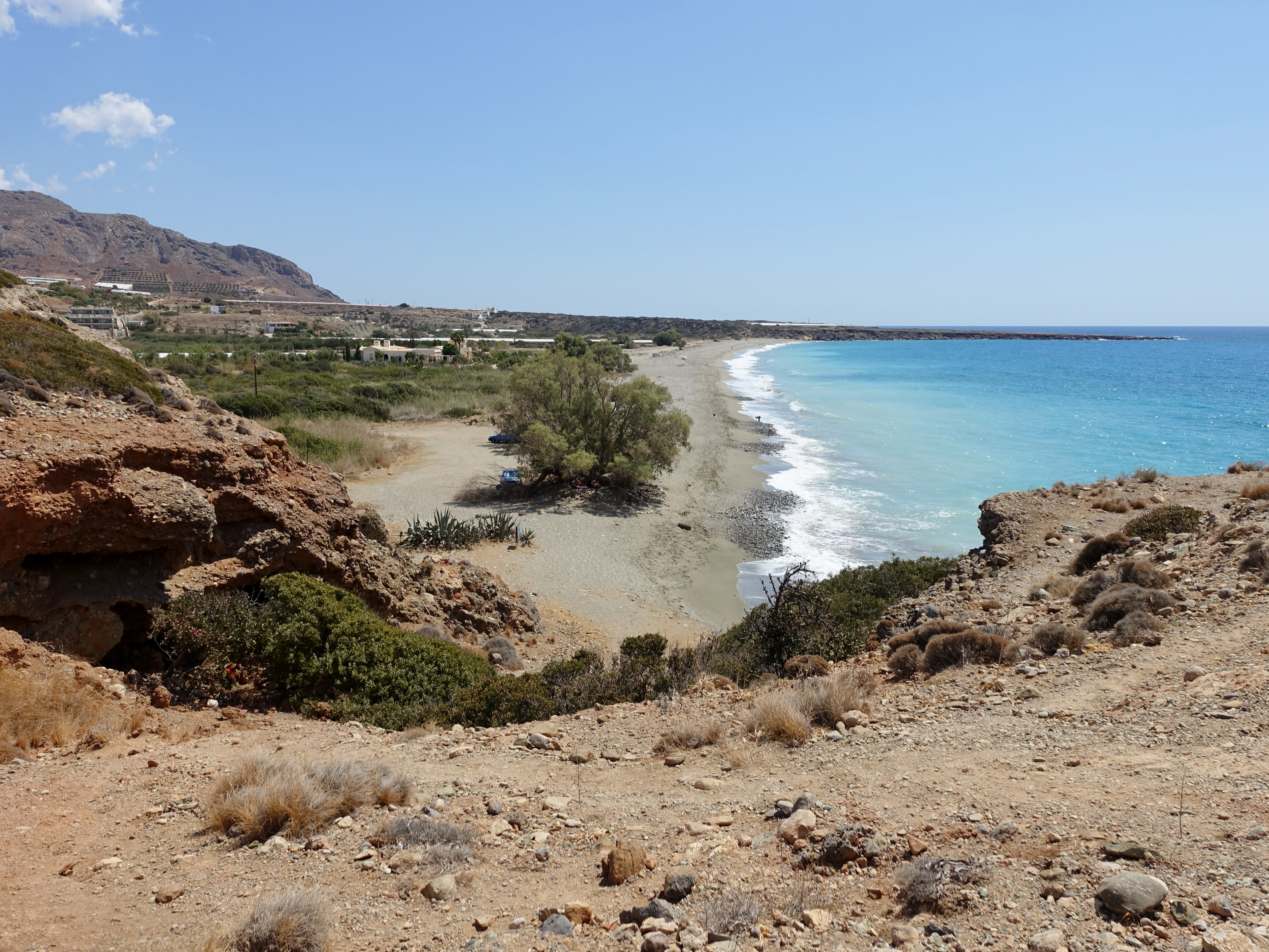
Strandansicht von Nordwesten

Bei Langada münden zwei nicht ständig wasserführende Flüsse, der Andromylos (Ανδρόμυλος Ποταμός) im nordwestlichen Bereich und der Langadiotis (Λαγκαδιώτης) am Südostende des Strandes. Mit Ausnahme eines privaten Anwesens an der Mündung des Andromylos und eines Gewächshauses, das bis an den Strand reicht, ist Langada unbebaut. Im Hinterland befinden sich weitere Gewächshäuser, die von Olivenhainen umgeben sind. In 300 Metern Entfernung von der Küste steht das einzige größere Hotel der Umgebung, das Bay View Resort an der Straße von Analipsi nach Goudouras (Γούδουρας). Wenige Gebäude an der Straße bilden im Südosten oberhalb des Langadiotis den Ort Langada.
Der Strand Langada hat eine Länge von 870 Meter, seine maximale Breite beträgt 60 Meter. Kiesel- und Sandflächen wechseln sich ab. Im vom Meer abgewandten Bereich liegen kleine Steine verteilt. Hinter dem Strand stehen vereinzelt Tamariskenbäume, vor allem im nordwestlichen Bereich nahe der Mündung des Andromylos, wo sich auch im Sommer ein kleiner Brackwassersee hält. Von dort führt ein Fußweg über den Vigla zum Strand von Diaskari, der 1996 als Badegewässer ausgewiesen wurde. Die dort seit 2010 regelmäßig überprüfte Wasserqualität nach der EG-Badegewässerrichtlinie, seit 2012 immer mit ausgezeichnet bewertet, dürfte auch für Langada Gültigkeit besitzen. An einigen Strandabschnitten bilden Felsplatten den Uferbereich. Unter dem Hügel Vigla zwischen Langada und Diaskari liegt die kleine Höhle Karavospilios (Καραβόσπηλιος ‚Schiffshöhle‘)', die nur von der Meerseite erreichbar ist.

## Zugang
Von der Straße zwischen Analipsi und Goudouras führen mehrere unbefestigte Wege in Richtung Küste. Sie sind teils schlecht befahrbar. Vor dem Strand ist kostenloses Parken möglich.